# Leptotogea melanopterops
Leptotogea melanopterops är en stekelart som beskrevs av Heinrich 1968. Leptotogea melanopterops ingår i släktet Leptotogea och familjen brokparasitsteklar. Inga underarter finns listade i Catalogue of Life.